# LRRTM1
 (décembre 2009).
LRRTM1 est le nom d'un gène situé sur le chromosome 2 humain.
Il modifierait l'asymétrie du cerveau et augmente la probabilité d'être gaucher.